# Due donne in gara
(Tagline del film)
Due donne in gara (Personal Best) è un film statunitense del 1982 diretto da Robert Towne, con protagoniste Mariel Hemingway e la vera campionessa d'atletica Patrice Donnelly.

## Trama
1980. Per le Olimpiadi di Mosca due atlete americane, Chris Cahill e Tory Skinner, sono in concorrenza per vincere nella gara d'atletica leggera.
Chris è arrabbiata e frustrata per la difficoltà che riscontra a raggiungere il suo obiettivo, mentre Tory è tranquilla, avendo già gareggiato prima alle Olimpiadi. Per la stanchezza, una sera Chris sviene in un bar, così Tory la accompagna a casa e, con Tory che consola Chris ogni volta che questa pensa di mollare, le due diventano presto amiche. Col tempo le due si avvicinano sempre di più, finché non finiscono per innamorarsi e, una notte, fare sesso.
L'acido allenatore di entrambe, Terry Tingloff, che è molto arrabbiato, su ferma richiesta di Tory, dice a Chris che può giocare nella sua squadra, ma all'inizio si rifiuta di insegnarle per bene la disciplina. Ancora una volta grazie all'intervento di Tory, Tingloff lascia gareggiare Chris nelle prove della corsa vera.
La giovane ragazza si diverte molto a giocare finalmente in una squadra professionale, che presto scopre che si esibirà alle Olimpiadi a Mosca; Tingloff intantto si arrabbia di nuovo perché Tory non vuole concludere gli ultimi due eventi della gara: infatti ella vuole aiutare l'amata Chris, che si è ammalata, ma quest'ultima insiste nel volersi esibire comunque, e in più critica Tingloff per il trattamento da lui riservato a Tory.
Tingloff allora promette a Chris vitto, alloggio e tasse scolastiche per tutto il prossimo anno, cosicché che la ragazza si possa allenare senza distrazioni. Tuttavia, anche lei aveva accettato di dover restare con lui durante l'estate, ma presto cambia idea. Le 2 donne decidono quindi di saltare un pentathlon per potersi allenare a casa e stare insieme. Tingloff infatti rimane colpito dal miglioramento di Chris, sempre più entusiasta di sé.
Durante una discussione mentre si stanno allenando, Tory e Chris quasi si lasciano per quanto si preoccupano l'una dell'altra; in più, durante la prova del salto in alto, Chris si sloga il ginocchio e, mentre questa procede con la riabilitazione alla gamba, Tingloff si arrabbia, pensando che la relazione tra Tory e Chris sia dannosa per la loro performance, e provoca intenzionalmente Chris, così lei lo picchia. Inoltre l'uomo, profondamente omofobo, impedisce a Tory e Chris di apparire sul campo contemporaneamente, e le due ragazze si allontanano.
Chris in seguito si avvicina ad un nuotatore professionista di nome Denny ed inizia una relazione con lui.
Finalmente arriva il giorno dei Giochi: Tory si infortuna al ginocchio, ma Chris la aiuta a rialzarsi, perché ancora molto legata a lei; così Tory, Chris e un'altra atleta fanno squadra. Tory è felice che Chris stia uscendo con Denny, nonostante sia ancora profondamente innamorata della ragazza. Infine addirittura, nonostante il boicottaggio contro Mosca da parte degli Stati Uniti che impedisce agli stessi di partecipare ai Giochi, le 3 compagne di squadra, sotto gli occhi finalmente orgogliosi di Tingloff, finiscono sul podio nella loro categoria.

## Produzione
L'attrice Mariel Hemingway, per interpretare la protagonista Chris, si è dovuta allenare a lungo prima che iniziassero le riprese del film.
La produzione del film fu interrotta nel luglio 1980 a causa di uno sciopero dell'intera Screen Actors Guild.

### Riprese
Molte delle scene del film sono state girate nella Contea di San Luis Obispo: in particolare le scene ambientate sulla pista dove le atlete si allenano, chiamata "Cal Poly", nome di un'università della città San Luis Obispo, sono state girate nella scuola superiore della Morro Bay High School. Le riprese si sono svolte anche a Eugene, comune nell'Oregon.

## Accoglienza

### Incassi
Il film Due donne in gara è inizialmente andato bene, per quanto riguarda la sua prima settimana in sala, ma alla fine si è rivelato un generale fallimento al botteghino.

### Critica
Sul sito Rotten Tomatoes, Due donne in gara riceve il 73% delle recensioni professionali positive, basato su 33 recensioni.
Il critico Roger Ebert ha assegnato al film quattro stelle su quattro e ne ha scritto a proposito: "Questo è un film molto fisico, una delle celebrazioni più sane e sudate dello sforzo fisico che io possa ricordare… È pieno di incertezze, rischi, si prende cura e premia la vita reale, e considera i cuori e le menti dei suoi personaggi e vede la loro sessualità come un'espressione dei loro veri sentimenti reciproci".
Entrambi i giornalisti Gene Siskel e Roger Ebert hanno inserito Due donne in gara, Siskel al settimo e Ebert al quinto posto, nelle liste dei dieci migliori film del 1982. L'importante critica cinematografica Pauline Kael scritto che "Probabilmente non c'è mai stata una storia di formazione presentata sullo schermo in modo così libero e disinibito". Infine Vincent Canby, giornalista per il New York Times, ha elogiato la recitazione delle 2 protagoniste, ma ha criticato la trama e il "filmato a rallentatore".

## Riconoscimenti
- 1982 - American Film Institute
  - Miglior film a Robert Towne[9]
- 1982 - Festival di Cannes
  - Candidatura per la Palma d'Oro a Robert Towne